# سیارک ۱۱۲۵۱
سیارک ۱۱۲۵۱ (به انگلیسی: 11251 Icarion، نامگذاری:1973SN1) یازده هزار و دویست و پنجاه و یکمین سیارک کشف شده‌است که در ۲۰ سپتامبر ۱۹۷۳ کشف شد.
قدر مطلق سیارک برابر ۱۱٫۹۰ است.